# دائرة سغوان
دائرة سغوان إحدى دوائر ولاية المدية الجزائرية . عاصمتها هي سغوان وتضم بلديات : 
- سغوان
- مجبر
- الزبيرية
- ثلاثة الدوائر